# Ахмед Джемаль-паша
Ахмед Джемаль-паша (осман. احمد جمال‎, тур. Ahmet Cemal Paşa; 6 мая 1872, Митилена, остров Лесбос, Османская империя — 21 июля 1922, Тифлис, ССР Грузия) — османский военный и политический деятель, полномочный военный и гражданский администратор Сирии (1915—1917); известный деятель движения младотурок. Военный преступник, участвовавший в массовых убийствах армян и арабов.

## Биография

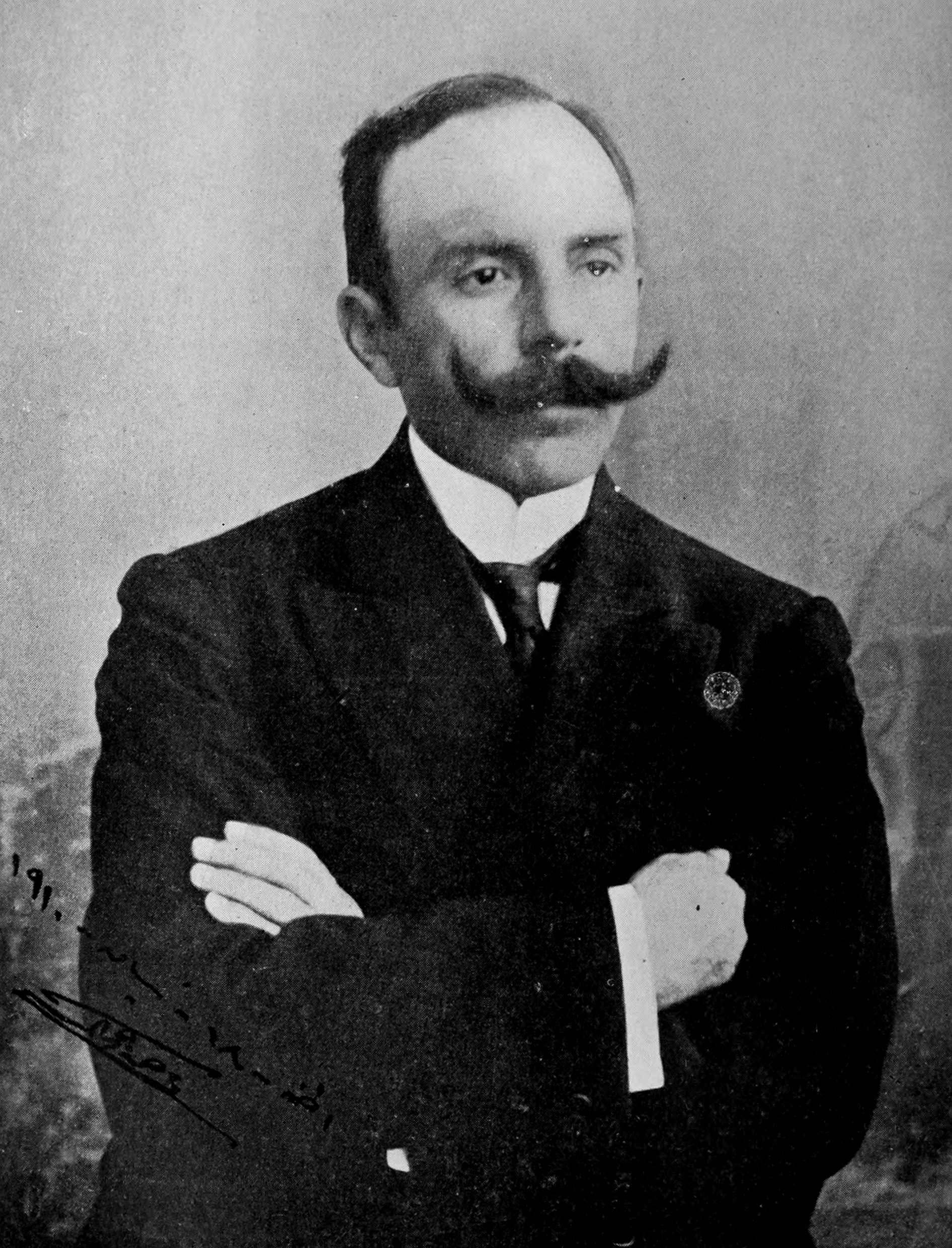
Джемаль-паша в молодости

Ахмед Джемаль родился 6 мая 1872 года в Митилене на острове Лесбос (ныне Греция) в семье военного фармацевта Мехмет Несип-бея. Окончил высшее военное училище Кулели в 1890, затем Стамбульскую военную академию (тур. Mektebi Harbiyeyi Şahane) в 1893 году. Первоначально служил в 1 департаменте военного министерства (тур. Seraskerlik Erkanı Harbiye), затем в департаменте сооружения военных укреплений Кирккилисе при 2-й армии. В 1896 году причислен ко 2-му армейскому корпусу. Через два года он стал начальником штаба Дивизии новобранцев в Салониках.
Между тем, он стал членом «Комитета единства и прогресса» (тур. İttihat ve Terakki Cemiyeti) — тайной политической организации, стремившейся свергнуть султана Абдул-Гамида. В 1905 году Джемаль был произведён в майоры и назначен инспектором Румелийской железной дороги. В 1906 он вступил в Османское общество свободы, стал влиятельным деятелем «Комитета единства и прогресса». В 1907 году назначен членом военного совета 3-го армейского корпуса. Здесь он познакомился и сотрудничал с Али Фетхи Окьяром и Мустафой Кемалем. В 1908—1918 годах Джемаль был одним из наиболее влиятельных администраторов Османской империи.

### Балканские войны и переворот 1913 года
В 1911 году Джемаль был назначен губернатором Багдада. Он, однако, почти сразу ушёл в отставку, чтобы принять участие в Балканской войне. В октябре 1912 года ему присвоено звание полковника. В конце 1-й балканской войны он играл важную роль в пропагандистской кампании против переговоров с европейскими странами, которую развернули «младотурки». Он пытался решить проблемы, возникшие в Стамбуле после переворота 1913 года (англ.). Джемаль сыграл значительную роль во Второй балканской войне, а после переворота, совершённого 23 января 1913 года, он стал начальником гарнизона Стамбула и был назначен министром общественных работ. В 1914 году он стал министром морского флота.

### Первая мировая война

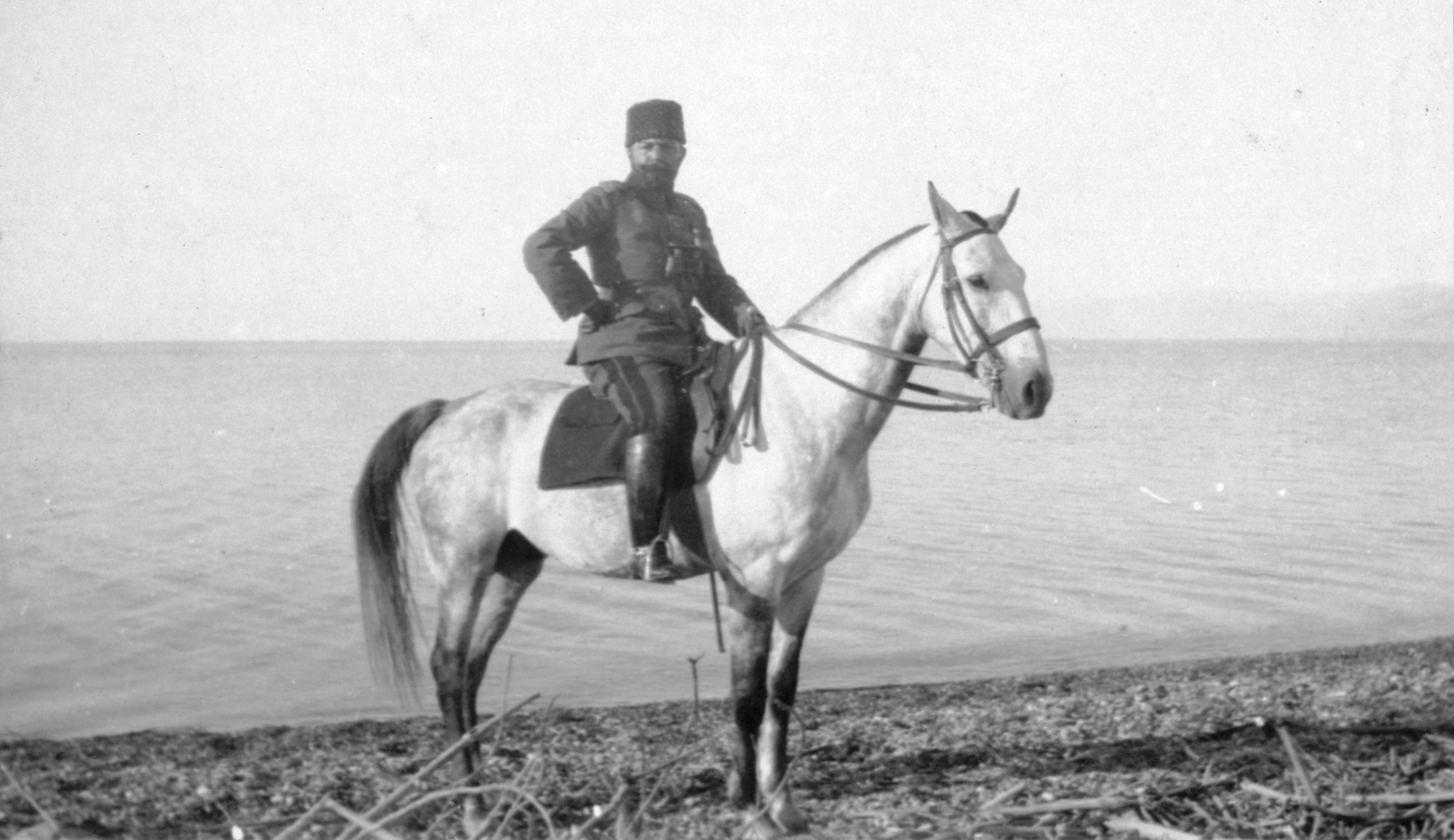
Ахмед Джемаль на берегу Мёртвого моря в 1915

Когда Европа разделилась на два блока, Джемаль, в отличие от других младотурецких лидеров, был сторонником союза с Францией. Он отправился во Францию для переговоров о союзе, которые потерпели неудачу, и был вынужден присоединиться к прогерманским лидерам младотурок Энвер-паше и Талаат-паше. Втроём они взяли под контроль правительство Османской империи в 1913 году, установив «режим трёх пашей», который продолжался вплоть до поражения страны в Первой мировой войне. Джемаль был одним из архитекторов внешней и внутренней политики Османской империи.
После вступления Османской империи в войну на стороне Германии и Австро-Венгрии, Энвер-паша назначил Джемаль-пашу командующим армией, воевавшей против англичан в Египте, однако в качестве военачальника Джемаль потерпел неудачу, как ранее сам Энвер.

#### Сирийская кампания

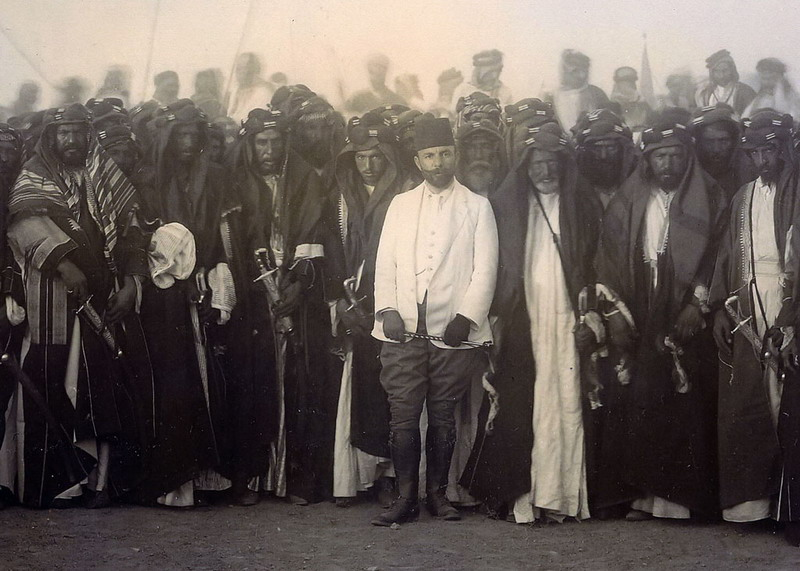
Джемаль паша с иракскими племенными лидерами отмечает завершение строительства дамбы аль-Хиндья на реке Евфрат к югу от Багдада

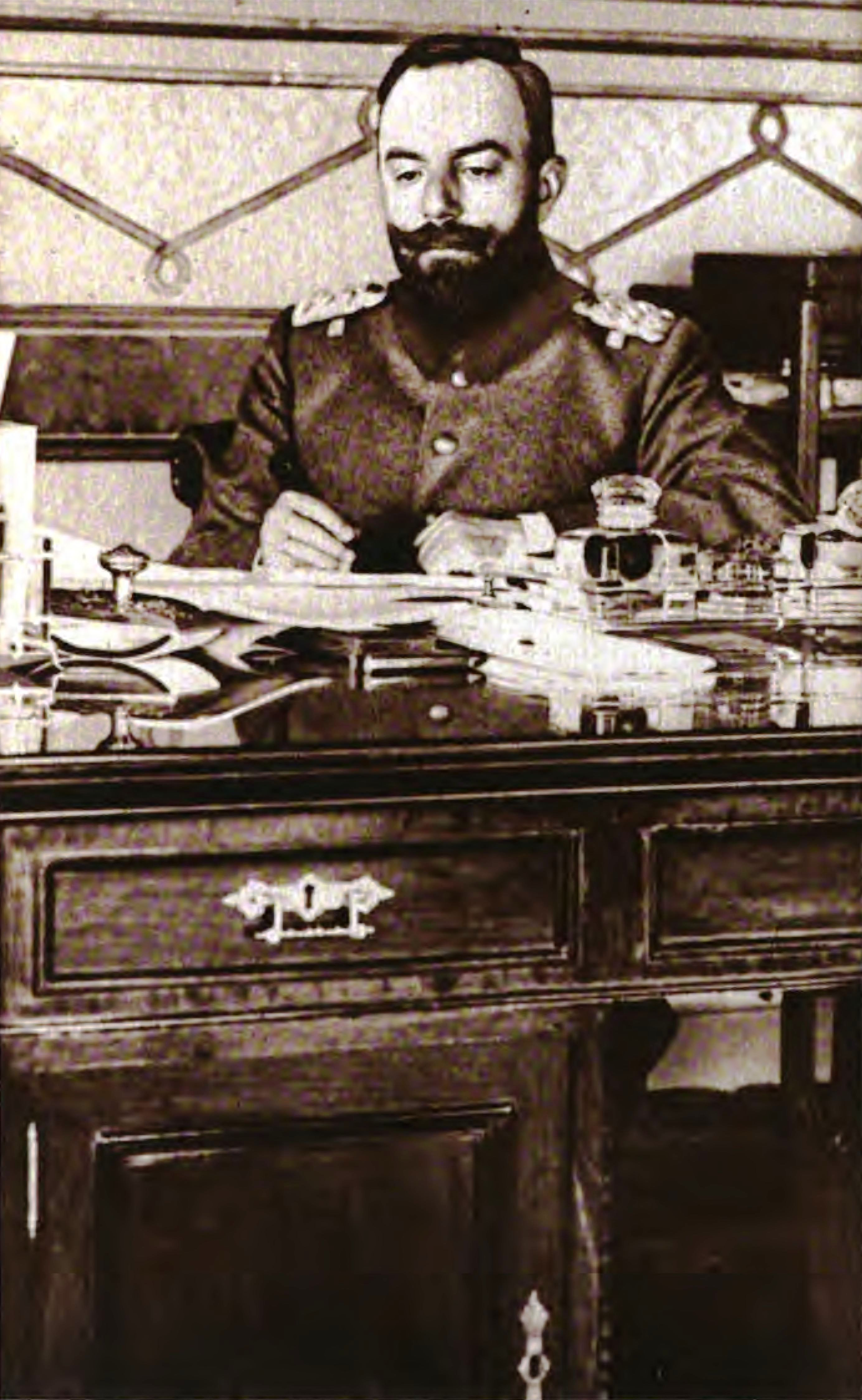
Джемаль паша в должности морского министра

В мае 1915 года Джемаль-паша был назначен полномочным военным и гражданским администратором Сирии. Принятый специально по этому поводу закон давал ему широкие полномочия. Все декреты правительства в Стамбуле, касающиеся Сирии, должны были быть одобрены им лично. Однако развёрнутые им наступления в направлении Суэцкого канала провалились. Эти неудачи, а также совпавшие с ними во времени стихийные бедствия и экономические неурядицы настроили местное население против османской администрации и вызвали Арабскую революцию под предводительством шерифа Хусейна и его сыновей.
В конце 1915 года Джемаль-паша начал секретные переговоры с Антантой о выходе Турции из войны, однако переговоры провалились, поскольку стороны не пришли к согласию о будущих границах Османской империи.. Американский историк Шон Макмикин выражает сомнения в реальности переговоров с Антантой, указывая на тот факт, что Джемаль всегда поддерживал тесные отношения с Германией и ненавидел Британскую империю.
По приказу Джемаля были заняты французские консульства в Бейруте и Дамаске, где были обнаружены секретные документы о связях французов с арабскими повстанцами. Именно в действиях повстанцев Джемаль видел основную причину своих неудач.
Джемаль получил среди арабов прозвище «Ас-Саффах», «кровавый мясник», поскольку по его приказу 6 мая 1916 года в Дамаске и Бейруте соответственно было повешено немало ливанских и сирийских шиитов и маронитов по обвинению в измене.
В книге «История Османской администрации в Восточной Иордании 1864—1918 гг.» Ахмед Седки Али Шукайрат пишет, что Джамаль-паша участвовал в массовых убийствах арабов в Леванте из-за их требований о децентрализации управления, а также поспособствовал переселению сотни армянских семей в Анатолию. Джамаль-паша приговорил многих арабских лидеров к смертной казни. В августе 1915 года в Бейруте было казнено 11 человек, а в то же время в Сирии — представители местной интеллигенции были также преданы смерти. Последняя казнь состоялась в мае 1916 года.
В конце 1917 года Джемаль управлял Сирией из Дамаска как почти независимый правитель. После того как англичане нанесли ряд поражений османской 4-й армии, он оставил свою должность и вернулся в Стамбул.

### III парламент
На последнем съезде партии «Комитет единства и прогресса», проведенном в 1917 году, Джемаль был избран в правление партии.
После поражения Османской империи в октябре 1918 года и отставки кабинета Талаат-паши 2 ноября 1918 года Джемаль бежал, вместе с несколькими другими лидерами «Комитета», в Германию, затем в Швейцарию.

### Осуждение и смерть

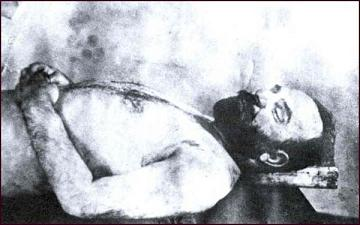
Тело убитого Ахмед Джемаль-паши

5 июля 1919 года военный трибунал в Константинополе заочно приговорил Джемаля (наряду с другими членами «триумвирата» — Талаатом и Энвером) к смертной казни через повешение за вовлечение Турции в войну и организацию массовых убийств армян, а также (специально) за убийства арабов. Джемаль направился в Афганистан, где в качестве военного советника участвовал в модернизации афганской армии. Позднее переехал в Тифлис, где в 1922 году был убит членами партии «Дашнакцутюн» Петросом Тер-Погосяном и Арташесом Геворгяном в рамках операции «Немезис» по уничтожению виновников геноцида армян в 1915 году. Тело было перевезено в Эрзурум и там похоронено.

## Современность
Внук Ахмеда Джемаль-паши, Хасан, в 2012 году опубликовал книгу «1915: Геноцид армян», в которой он описал эволюцию своей позиции, которая начиналась с отрицания геноцида, но закончилась его публичным признанием.
5 апреля 2010 года в Тбилиси, на углу улиц Чайковского и Ингорогвы, на фасаде дома, принадлежавшего бывшему государственному советнику Антону Соломоновичу Корханяну, была установлена памятная доска Джемалу паше, убитому в Тифлисе армянскими «народными мстителями» Петросом Тер-Погосяном, Арташесом Геворгяном и Степаном Цагикяном, но 17 апреля армянская община добилась снятия доски.